# Young Stribling
Young Stribling, auch: Young Stribbling (* 26. Dezember 1904 in Bainbridge, Georgia als William Lawrence Stribling Jr.; † 3. Oktober 1933 bei Macon) war ein US-amerikanischer Boxer.

## Karriere
Der aus reichem Hause stammende Stribling wurde 1921 mit 16 Jahren Profi. In den ersten Jahren seiner Karriere boxte er im Feder-, Leicht-, Mittel- sowie Halbschwergewicht und gewann dort mehrere Regionaltitel.
Am 4. Oktober 1923 boxte er unter chaotischen Umständen um den Weltmeistertitel im Halbschwergewicht gegen Mike McTigue. McTigue sagte später, dass er mit vorgehaltener Waffe zum Kämpfen gezwungen wurde, obwohl er eine gebrochene Hand hatte. Stribling wurde zunächst zum Sieger erklärt, später wurde das Resultat vom Ringrichter in ein Unentschieden umgewandelt.
1924 unterlag Stribling Jimmy Slattery, besiegte dann aber McTigue in einem Nichttitelkampf, ebenso wie Tommy Loughran. Gegen den späteren Weltmeister Paul Berlenbach boxte er unentschieden. Im folgenden Jahr schlug er dann drei Mal Jack Delaney, sowie in einem erneuten Duell Tommy Loughran und Johnny Risko.
Im Jahr 1926 gelang ihm die Revanche gegen Slattery, woraufhin er am 10. Juni 1926 erneut um die Weltmeisterschaft kämpfen durfte. Titelträger war mittlerweile Paul Berlenbach, gegen den er in dieser Begegnung über 15 Runden nach Punkten verlor.
Anschließend gelangen ihm Siege gegen Battling Levinsky und Maxie Rosenbloom, im dritten Vergleich mit Loughran unterlag er aber im Mai 1927.
Seit 1928 boxte er im Schwergewicht, der höchsten Gewichtsklasse im Profiboxen. 1929 unterlag er dem späteren Weltmeister Jack Sharkey. Außerdem kämpfte er zwei Mal gegen Primo Carnera, dem es ebenfalls später gelingen sollte, den Weltmeistertitel zu gewinnen. Stribling verlor den ersten Kampf gegen Carnera durch Disqualifikation in der vierten Runde, siegte aber im direkten Rückkampf ebenfalls durch Disqualifikation. Es wird allerdings davon ausgegangen, dass beide Duelle manipuliert worden sind.
Am 3. Juli 1931 forderte er Max Schmeling um die Schwergewichtsweltmeisterschaft heraus. Schmeling gewann durch technischen K. o. in der fünfzehnten Runde. Es war die einzige K.-o.-Niederlage in Striblings Karriere.
In seinem letzten Kampf besiegte er im September 1933 nochmals Maxie Rosenbloom. Wenig später starb er nach einem Verkehrsunfall im Alter von 28 Jahren.
Stribling fand Aufnahme in die International Boxing Hall of Fame.